# 小林武彦
小林 武彦（こばやし たけひこ、1963年9月27日 - ） は、日本の生物学者。東京大学定量生命科学研究所教授、日本学術会議会員。元日本遺伝学会会長。元日本分子生物学会副理事長。

## 人物・経歴
神奈川県生まれ。1982年神奈川県立外語短期大学付属高等学校（現神奈川県立横浜国際高等学校）卒業、九州大学理学部生物学科入学。1987年九州大学理学部生物学科卒業。1989年九州大学大学院理学研究科生物科学専攻修士課程修了。1992年九州大学大学院医学系研究科博士課程修了、理学博士。同年日本学術振興会特別研究員。1993年基礎生物学研究所助手。1994年ロッシュ分子生物学研究所博士研究員、1996年アメリカ国立衛生研究所博士研究員。1997年基礎生物学研究所助手。2005年基礎生物学研究所助教授。2006年国立遺伝学研究所教授。2015年東京大学分子細胞生物学研究所教授。2018年東京大学定量生命科学研究所教授。前日本遺伝学会会長。元日本分子生物学会副理事長。生物科学学会連合代表。日本学術会議会員。

## 受賞歴
- HFSP young investigators award（2002年）
- 日本遺伝学会奨励賞（2004年）
- 平成24年度文部科学大臣表彰（科学技術分野研究部門）（2012年）[3]
- 第29回井上学術賞（2013年）
- 日本遺伝学会木原賞（2016年）
- 遠州頌徳会遺伝学大賞奨励賞（2018年）
- 新書大賞『生物はなぜ死ぬのか』第２位（2022年）

## 著作

### 著書
- 小林武彦『寿命はなぜ決まっているのか - 長生き遺伝子のヒミツ』岩波書店〈岩波ジュニア新書〉、2016年2月20日。ISBN 978-4005008247。 NCID BB20718293。
- 小林武彦『DNAの98%は謎 - 生命の鍵を握る「非コードDNA」とは何か』講談社〈ブルーバックス 2034〉、2017年10月18日。ISBN 978-4065020340。 NCID BB24674892。
- 小林武彦『生物はなぜ死ぬのか』講談社〈講談社現代新書 2615〉、2021年4月14日。ISBN 978-4065232170。 NCID BC06732269。
- 小林武彦『なぜヒトだけが老いるのか』講談社〈講談社現代新書 2707〉、2023年6月22日。ISBN 978-4065326404。 NCID BD02623178。
- 小林武彦、養老孟司、他26名 著、『エース』編集室 編『「死」を考える』集英社、2024年5月24日。ISBN 978-4797674477。 NCID BD07053237。
- 小林武彦『なぜヒトだけが幸せになれないのか』講談社〈講談社現代新書 2771〉、2025年4月24日。ISBN 978-4065390894。 NCID BD11471128。

### 編書
- 『遺伝子が語る生命38億年の謎』悠書館 2014年
- 『遺伝子図鑑』　悠書館　2013年
- 『岩波生物学辞典』第５版　岩波書店　2013年
- 『ゲノムを司るインターメア : 非コードDNAの新たな展開』化学同人 2015年
- 『遺伝単』NTS出版　2019年
- 『遺伝学の百科事典ー継承と多様性の源』丸善出版　2022年
- 小林武彦、田口英樹、稲田利文 編『セントラルドグマの新常識 - 転写・翻訳の驚きの新機構と再定義されるDNA・RNA・タンパク質の世界』羊土社〈実験医学増刊 Vol.40 No.12〉、2022年7月23日。ISBN 978-4758104043。 NCID BC15920940。

### 監修
- 『文系のためのよくわかる 死とは何か』ニュートンプレス〈東京大学の先生伝授〉、2021年12月3日。ISBN 978-4315524888。 NCID BC11625166。
- 『やさしくわかる！ 文系のための東大の先生が教える すごい細胞』ニュートンプレス〈文系シリーズ〉、2023年7月10日。ISBN 978-4315527193。 NCID BD03141263。
- 『生物の絶滅と進化の謎に迫る : 最新』清水書院〈GEOペディア〉、2023年7月25日。ISBN 978-4389501495。 NCID BD03187195。